# Virus latent du Poinsettia
Poinsettia latent virus
Genre
Espèce
Synonymes
- Poinsettia cryptic virus

Le virus latent du Poinsettia  (PnLV, Poinsettia latent virus) est une espèce de phytovirus du genre Polemovirus (famille des Solemoviridae), dont c'est l'unique espèce (genre monotypique). C'est un virus à ARN linéaire à simple brin de polarité positive, rattachés au  groupe IV de la classification Baltimore. Ce virus est répandu dans le monde entier dans les cultivars commerciaux d'Euphorbia pulcherrima sans induire de symptômes.

## Étymologie
Le nom générique, « Polemovirus », est une combinaison des noms de genres Polerovirus et Sobemovirus pour indiquer la nature de chimère de ce virus.  

## Caractéristiques
Les virions sont des particules quasi-sphérique à symétrie icosaédrique (T=3), de 34 nm de diamètre,. 
Le génome, monopartite, est constitué d'un ARN simple brin de polarité positive, linéaire, de 4652 bp. L'extrémité 3' terminus n'a ni queue polyA, ni structure de type ARNt. L'extrémité 5' a probablement une protéine liée au génome (VPg (en)). Ce virus a une relation étroite avec les Polerovirus dans les trois premiers quarts de son génome, mais avec les Sobemovirus dans le dernier quart.